# Carlo Barsotti
Carlo Barsotti (* 25. August 1939 in Livorno; † 25. November 2024) war ein italienischer Fernseh- und Filmregisseur sowie Schauspieler.

## Leben
Barsotti begann seine Arbeit beim Film im dokumentarischen Bereich und verantwortete etliche Video- und Fernsehproduktionen. 1968 heiratete er eine Schwedin, die er in Italien kennengelernt hatte, und übersiedelte mit ihr nach Schweden, wo er seither lebte. In den 1970er Jahren waren Carlo und Anna Barsotti (* 6. April 1945) Mitglieder der Band Bella Ciao, es erschienen drei LPs.
Ab 1986 war Carlo Barsotti gelegentlich auch als Schauspieler aktiv. 1991 drehte er seinen einzigen Kinofilm, eine italienisch-schwedische Koproduktion, in Italien als Un paradiso senza biliardo erschienen. Auch Theaterproduktionen, u. a. mit Dario Fo, gehörten zu seinem Œuvre. Gemeinsam mit seiner Frau übersetzte er Werke von Dario Fo ins Schwedische. Weiter war Carlo Barsotti Verfasser eines Buches über Slow Food.
Carlo und Anna waren Eltern von Elvira Barsotti.

## Filmografie (Auswahl)
- 1991: Ein Paradies ohne Billard (Ett paradis utan biljard)